# 長者町 (横浜市)
長者町（ちょうじゃまち）は、神奈川県横浜市中区の町名。現行行政地名は長者町1丁目から長者町9丁目（字丁目）で、住居表示は未実施。面積は0.179km²。

## 地理
吉田新田を横断するように、横浜駅根岸道路沿いに南東-北西に細長い町域を持つ。南東の1丁目は中村川を挟み石川町、北西の9丁目は大岡川を挟み日ノ出町に接し、その間の長さは約1km余りである。北東側は南から寿町・扇町・翁町・不老町・万代町・蓬莱町・羽衣町・末広町・伊勢佐木町・福富町東通・福富町仲通・福富町西通、南西側は南から三吉町・千歳町・山田町・富士見町・山吹町・弥生町・曙町・伊勢佐木町・若葉町・末吉町に接する。伊勢佐木町は2丁目と3丁目の間で長者町に分断されている。4・5丁目の境に大通り公園が横切り、その地下に横浜市営地下鉄伊勢佐木長者町駅がある。JR根岸線の関内駅へは、最も近い所で500m弱である。

## 歴史

### 沿革
吉田新田の埋立地にあり、『横浜沿革誌』によると1870年（明治3年）6月頃に長者町の地名が付けられた記録が残っている。地名の由来は瑞祥地名である説と、町内の長者稲荷から採られた説がある。1889年（明治22年）横浜市制施行により横浜市長者町となる。1928年（昭和3年）の地番整理で蓬莱町・梅ヶ枝町・福富町・末吉町・若竹町・賑町・久方町・足曳町・雲井町・若葉町の一部または全域を合併し、現在の姿になる。

### 治安・風紀の維持
2022年（令和4年）、神奈川県は長者町5丁目、6丁目、7丁目、8丁目および9丁目を県暴力団排除条例に基づき暴力団排除特別強化地域に指定。地域内では飲食店などの特定営業者と暴力団員との間でみかじめ料のやりとりや用心棒などの役務提供・依頼などが禁止され、違反者は金銭の支払いや役務を依頼した側であっても懲役1年以下または罰金50万円以下の罰則が科される。

## 世帯数と人口
2025年（令和7年）6月30日現在（横浜市発表）の世帯数と人口は以下の通りである。7丁目と9丁目は秘匿のため合算で表記する。
| 丁目        | 世帯数    | 人口    |
| ----------- | --------- | ------- |
| 長者町1丁目 | 748世帯   | 862人   |
| 長者町2丁目 | 575世帯   | 1,065人 |
| 長者町3丁目 | 413世帯   | 531人   |
| 長者町4丁目 | 514世帯   | 715人   |
| 長者町5丁目 | 406世帯   | 526人   |
| 長者町6丁目 | 246世帯   | 383人   |
| 長者町7丁目 | 10世帯    | 12人    |
| 長者町8丁目 | 436世帯   | 478人   |
| 長者町9丁目 | 248世帯   | 300人   |
| 計          | 3,596世帯 | 4,872人 |

### 人口の変遷
国勢調査による人口の推移。
| 年                 | 人口  |
| ------------------ | ----- |
| 1995年（平成7年）  | 1,813 |
| 2000年（平成12年） | 2,119 |
| 2005年（平成17年） | 2,902 |
| 2010年（平成22年） | 3,682 |
| 2015年（平成27年） | 4,163 |
| 2020年（令和2年）  | 4,497 |

### 世帯数の変遷
国勢調査による世帯数の推移。
| 年                 | 世帯数 |
| ------------------ | ------ |
| 1995年（平成7年）  | 1,143  |
| 2000年（平成12年） | 1,478  |
| 2005年（平成17年） | 1,889  |
| 2010年（平成22年） | 2,410  |
| 2015年（平成27年） | 2,702  |
| 2020年（令和2年）  | 3,278  |

## 学区
市立小・中学校に通う場合、学区は以下の通りとなる（2024年11月時点）。
| 丁目        | 番地 | 小学校               | 中学校                 |
| ----------- | ---- | -------------------- | ---------------------- |
| 長者町1丁目 | 全域 | 横浜市立南吉田小学校 | 横浜市立横浜吉田中学校 |
| 長者町2丁目 | 全域 | 横浜市立南吉田小学校 | 横浜市立横浜吉田中学校 |
| 長者町3丁目 | 全域 | 横浜市立南吉田小学校 | 横浜市立横浜吉田中学校 |
| 長者町4丁目 | 全域 | 横浜市立南吉田小学校 | 横浜市立横浜吉田中学校 |
| 長者町5丁目 | 全域 | 横浜市立本町小学校   | 横浜市立横浜吉田中学校 |
| 長者町6丁目 | 全域 | 横浜市立本町小学校   | 横浜市立横浜吉田中学校 |
| 長者町7丁目 | 全域 | 横浜市立本町小学校   | 横浜市立横浜吉田中学校 |
| 長者町8丁目 | 全域 | 横浜市立本町小学校   | 横浜市立横浜吉田中学校 |
| 長者町9丁目 | 全域 | 横浜市立本町小学校   | 横浜市立横浜吉田中学校 |

## 事業所
2021年現在の経済センサス調査による事業所数と従業員数は以下の通りである。
| 丁目        | 事業所数  | 従業員数 |
| ----------- | --------- | -------- |
| 長者町1丁目 | 26事業所  | 318人    |
| 長者町2丁目 | 47事業所  | 550人    |
| 長者町3丁目 | 58事業所  | 809人    |
| 長者町4丁目 | 49事業所  | 1,130人  |
| 長者町5丁目 | 208事業所 | 3,183人  |
| 長者町6丁目 | 31事業所  | 683人    |
| 長者町7丁目 | 12事業所  | 66人     |
| 長者町8丁目 | 56事業所  | 548人    |
| 長者町9丁目 | 51事業所  | 565人    |
| 計          | 538事業所 | 7,852人  |

### 事業者数の変遷
経済センサスによる事業所数の推移。
| 年                 | 事業者数 |
| ------------------ | -------- |
| 2016年（平成28年） | 537      |
| 2021年（令和3年）  | 538      |

### 従業員数の変遷
経済センサスによる従業員数の推移。
| 年                 | 従業員数 |
| ------------------ | -------- |
| 2016年（平成28年） | 8,152    |
| 2021年（令和3年）  | 7,852    |

## 交通
- 横浜市営地下鉄 (ブルーライン)
  - 伊勢佐木長者町駅

## 主な施設
1丁目東側には東京電力の中営業センター、4丁目には横浜長者町郵便局がある。大通り公園北側にチサンホテル横浜伊勢佐木町と隣接して逓信建築のNTT長者町ビル、横浜駅根岸道路を挟んだ西側にはタイムズステーション横浜長者町が建つ。国道16号と交差する長者町5丁目交差点に面して城南信用金庫横浜支店と、国道に沿ってアール・エフ・ラジオ日本本社とラジアントホールが入る三共横浜ビルが並ぶ。国道の反対側の上郎ビルの地下にはミニシアター横浜シネマリンが入る。8丁目東側には福富町方面に清正公通りが伸びる。かつてこの地にあった常清寺が清正公を祀っていたことに由来するが、常清寺の本堂は1970年に久保山に移転。清正公堂も1978年に常清寺の本堂に移転し、跡地はセイショウコウプラザの名称の飲食店ビルとなった。その後、周辺地域住民からの要望により、1998年2月に、横浜駅根岸道路を挟んだ西側の長者町9丁目にある立体駐車場の一角に清正公堂分院として再建された。9丁目の西側には横浜駅根岸道路に面して神奈川銀行本店があり、その北側の大岡川に面した一角に建つ第10吉田興産ビルは、吉田新田の開拓に尽力した吉田勘兵衛の屋敷の跡である。

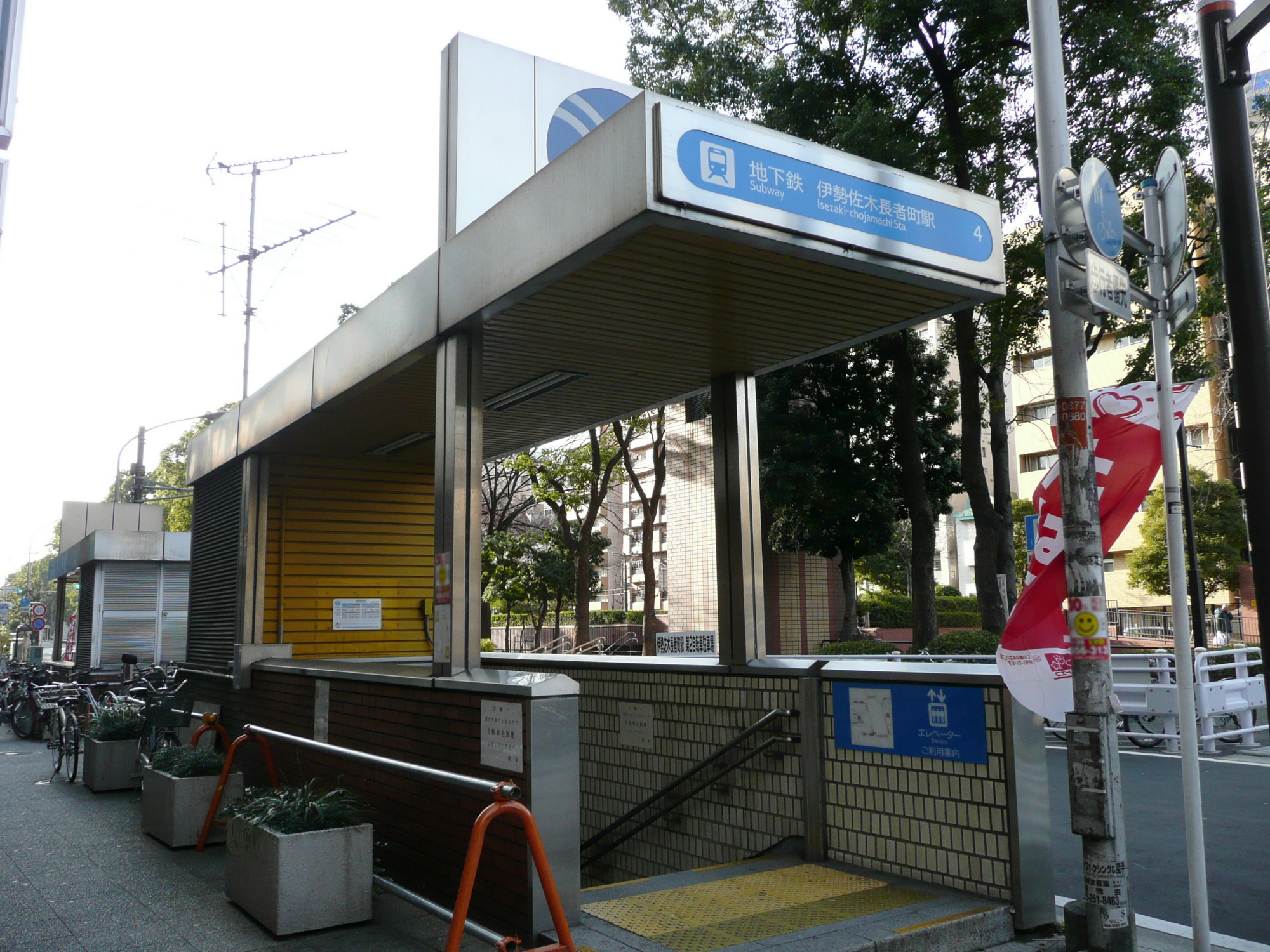
伊勢佐木長者町駅
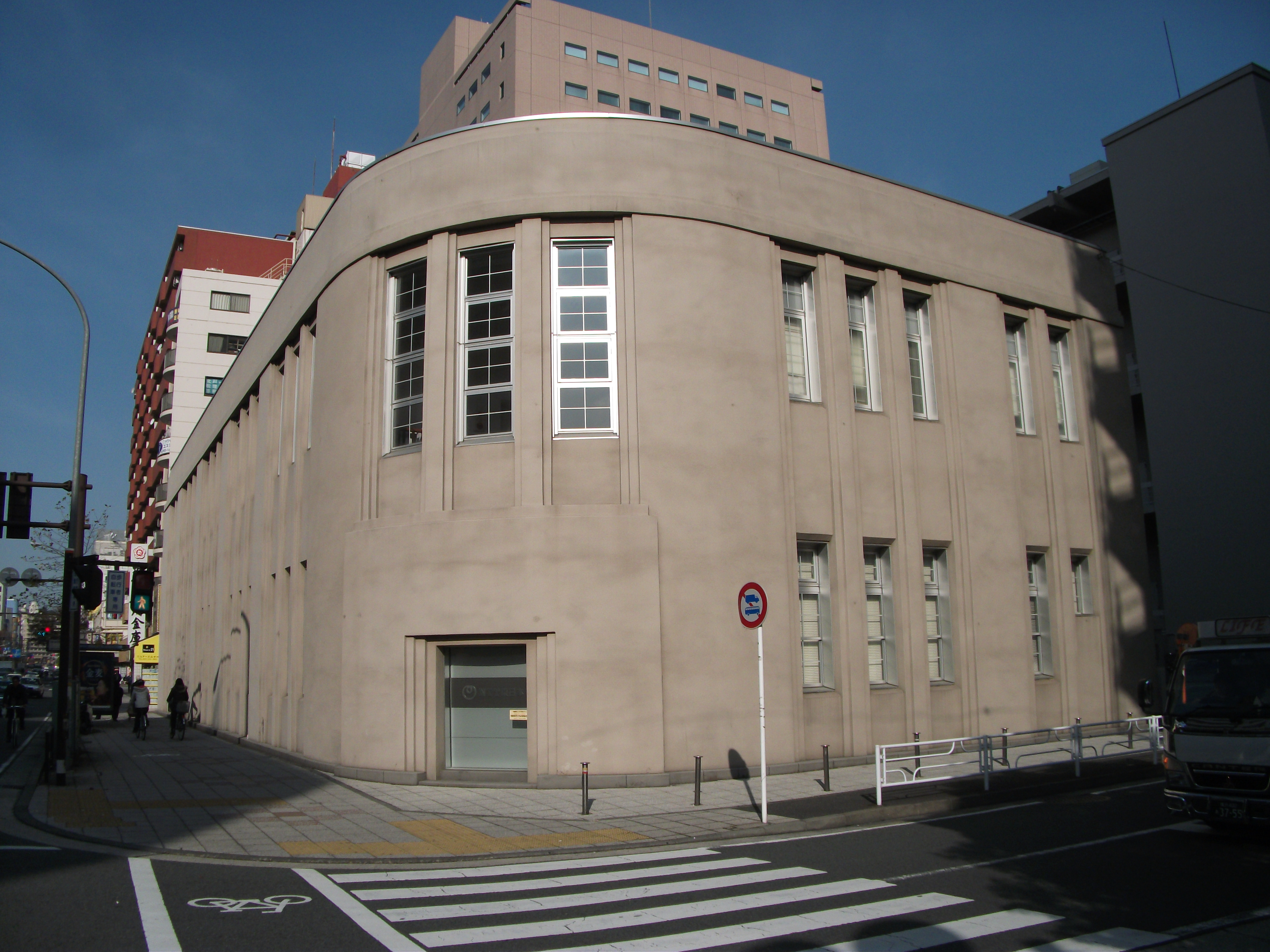
逓信建築の一つ、NTT長者町ビル
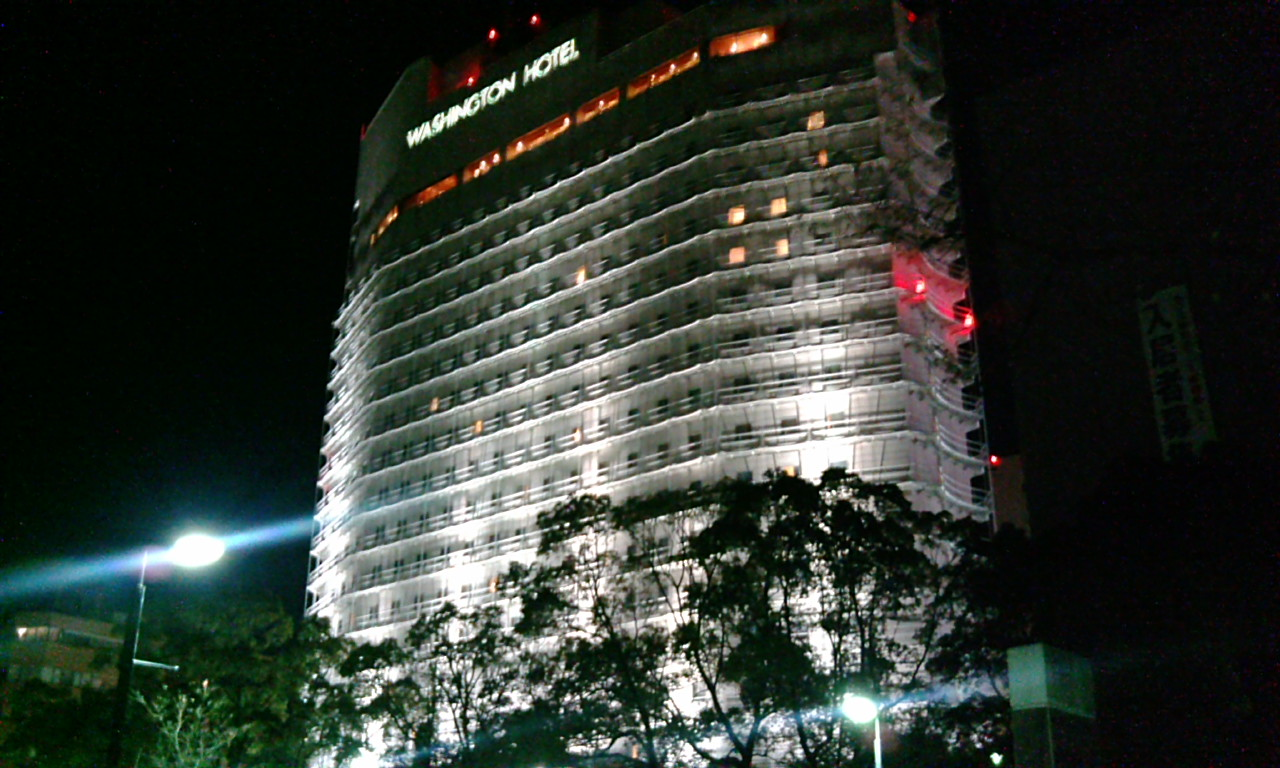
大通り公園と交わる付近に建つ横浜伊勢佐木町ワシントンホテル（現・チサンホテル横浜伊勢佐木町）
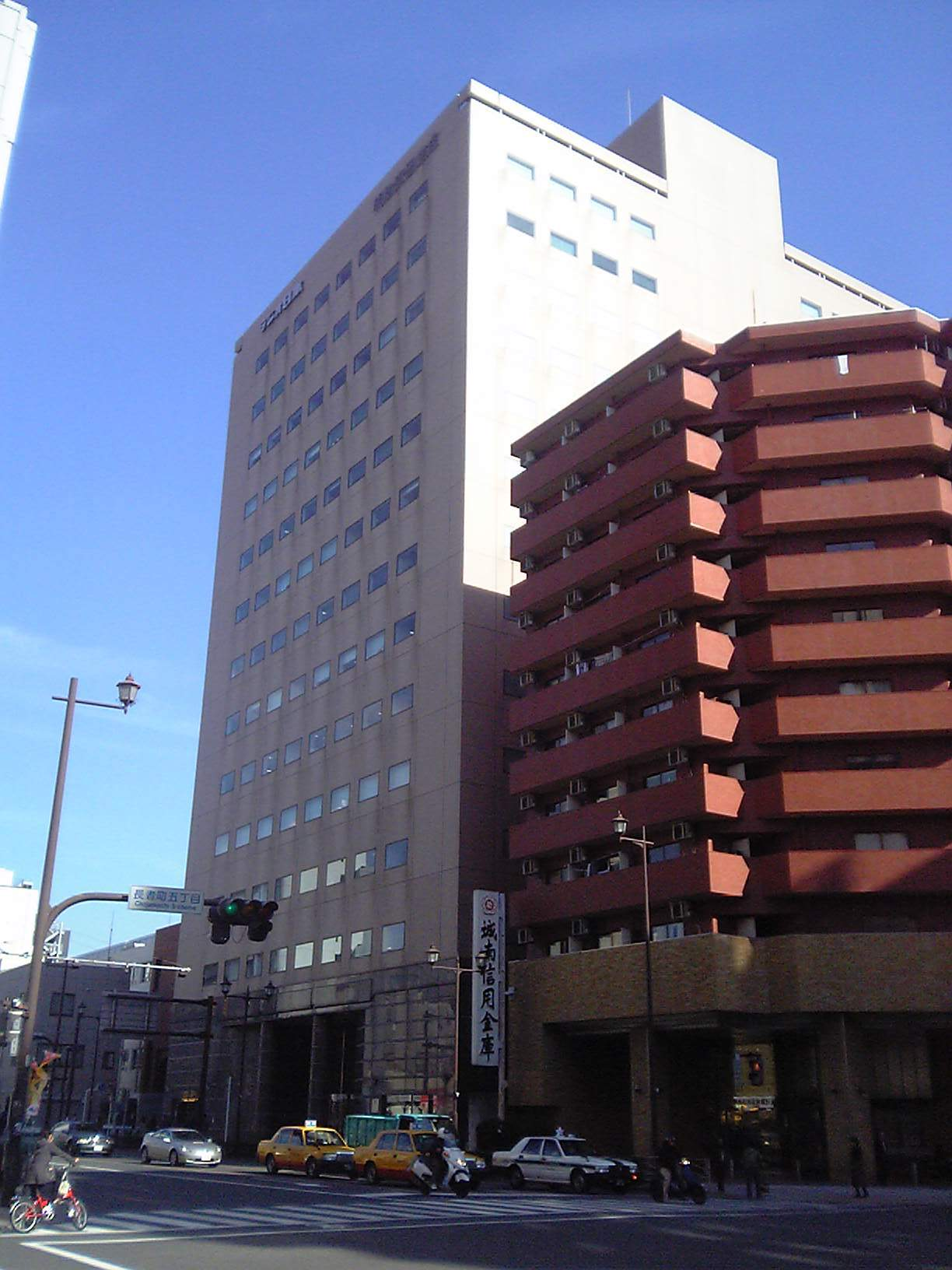
長者町5丁目交差点付近。右側が城南信用金庫横浜支店、左側が三共横浜ビル。左奥が国道16号関内駅方面。
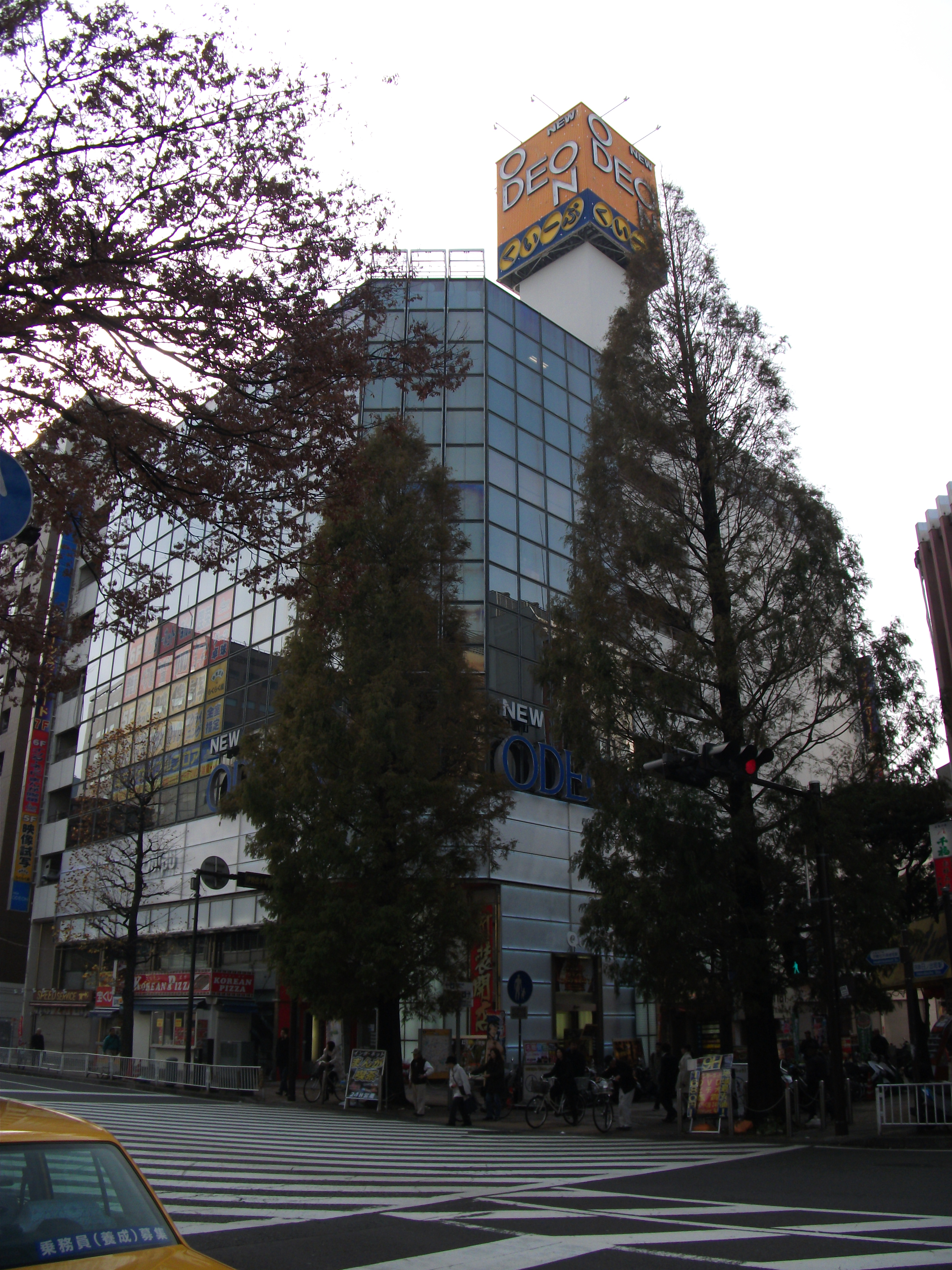
伊勢佐木町との交差点に建つ、ニューオデオンビル（所在地は伊勢佐木町3丁目）
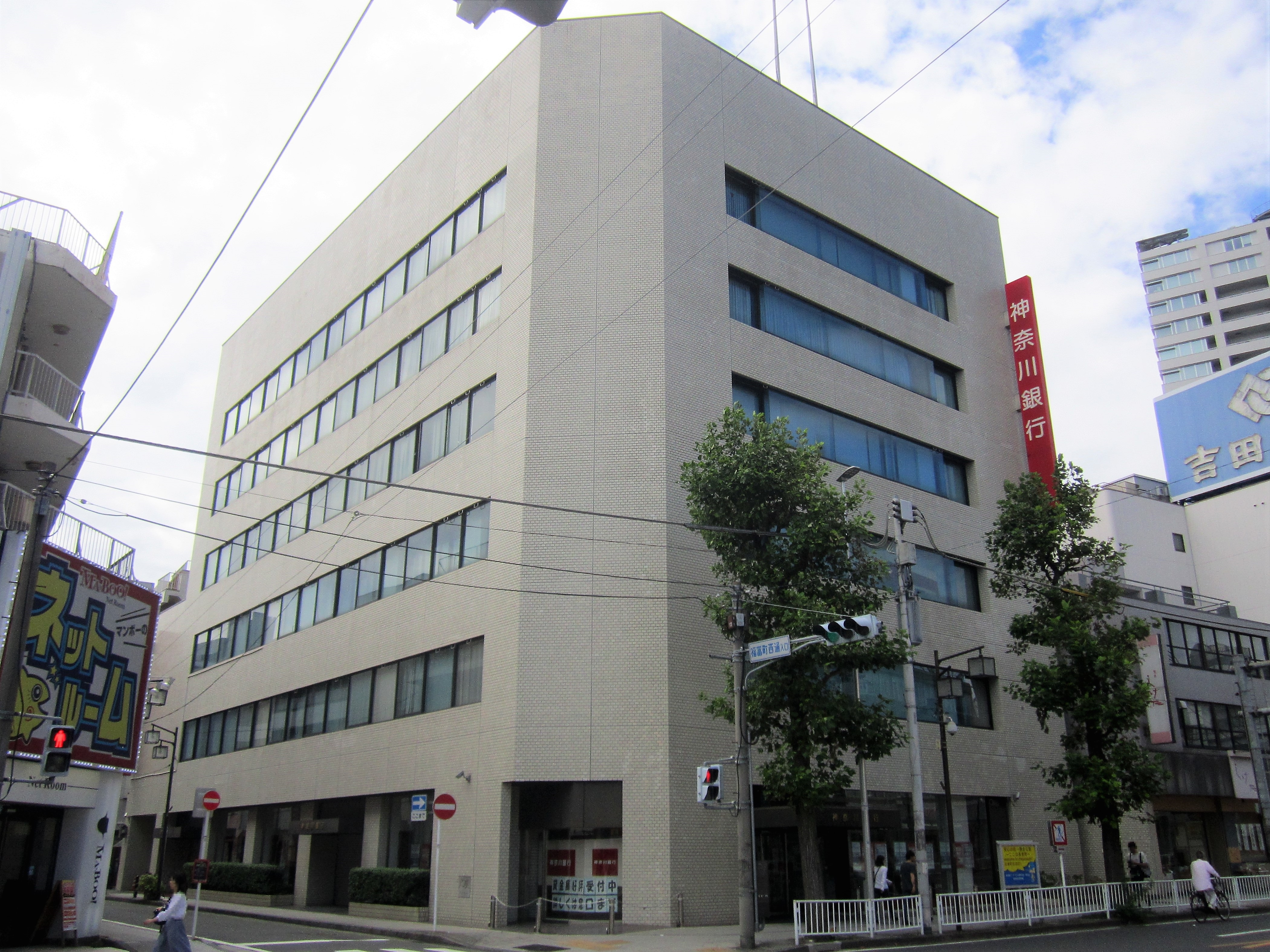
神奈川銀行本店
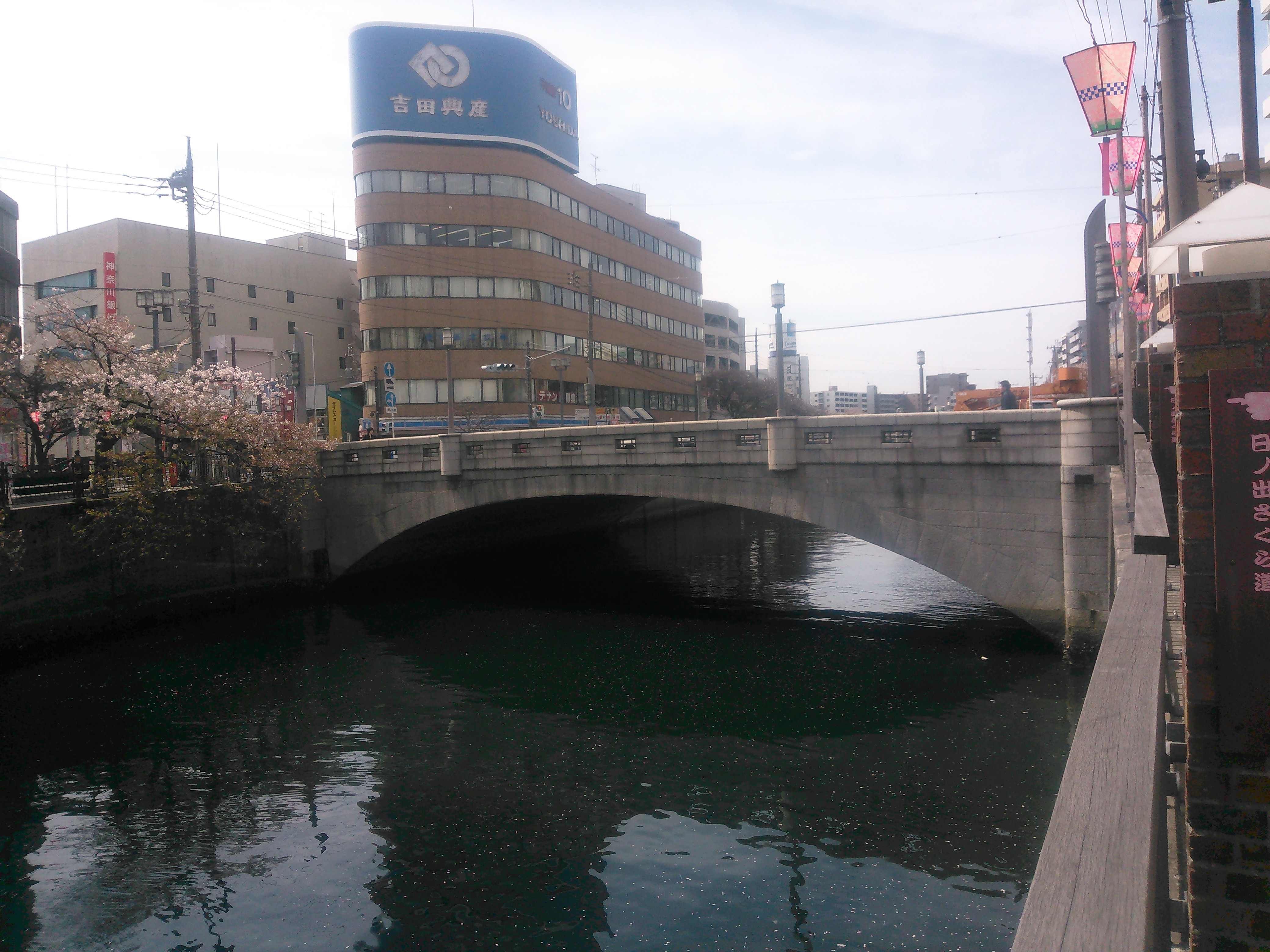
日ノ出町との間に架かる長者橋。左側が長者町の北端となる。正面の吉田興産のビルは、吉田新田の開拓に尽力した吉田勘兵衛の屋敷の跡に建つ。

## その他

### 日本郵便
- 郵便番号：231-0033[3]（集配局：横浜港郵便局[19]）

### 警察
町内の警察の管轄区域は以下の通りである。
| 丁目        | 番・番地等                                | 警察署         | 交番・駐在所   |
| ----------- | ----------------------------------------- | -------------- | -------------- |
| 長者町1丁目 | 全域                                      | 伊勢佐木警察署 | 長者町交番     |
| 長者町2丁目 | 全域                                      | 伊勢佐木警察署 | 長者町交番     |
| 長者町3丁目 | 全域                                      | 伊勢佐木警察署 | 長者町交番     |
| 長者町4丁目 | 全域                                      | 伊勢佐木警察署 | 長者町交番     |
| 長者町5丁目 | 48～52番地 56～59番地 68～74番地          | 伊勢佐木警察署 | 長者町交番     |
| 長者町5丁目 | 53～55番地 60～67番地 75～87番地          | 伊勢佐木警察署 | 吉田橋交番     |
| 長者町6丁目 | 95～103番地 105～111番地                  | 伊勢佐木警察署 | 吉田橋交番     |
| 長者町6丁目 | 88～94番地 104番地                        | 伊勢佐木警察署 | 伊勢佐木町交番 |
| 長者町7丁目 | 112～116番地                              | 伊勢佐木警察署 | 伊勢佐木町交番 |
| 長者町7丁目 | 117～118番地 133番地                      | 伊勢佐木警察署 | 吉田橋交番     |
| 長者町8丁目 | 123～124番地 132〜133番地 136番地 155番地 | 伊勢佐木警察署 | 吉田橋交番     |
| 長者町8丁目 | 119～122番地 125～131番地 134～135番地    | 伊勢佐木警察署 | 伊勢佐木町交番 |
| 長者町9丁目 | 137～152番地 166～168番地 170番地 175番地 | 伊勢佐木警察署 | 伊勢佐木町交番 |
| 長者町9丁目 | 153～165番地 169～174番地 176～178番地    | 伊勢佐木警察署 | 吉田橋交番     |

## 参考資料
- 『県別マップル 神奈川県広域・詳細道路地図』2006年4刷 昭文社 ISBN 9784398626998
- “横浜市町区域要覧” (pdf).   横浜市市民局 (2016年6月). 2023年6月6日閲覧。